# دنيس مولر
دنيس مولر (بالإنجليزية: Dennis Mueller)‏ هو عالم سياسة واقتصادي أمريكي، ولد في 13 يونيو 1940.